# Jumper (computer)
Jumpers zijn primitieve schakelaars die gebruikt worden om hardware in te stellen. Ze werden al gebruikt bij de allereerste computers en zijn ook nu nog aanwezig op moderne hardware.
Een jumper bestaat uit 2 delen:
- De jumper is een metalen klemmetje in een kunststofbehuizing. Het wordt over twee jumperpinnen geplaatst om een verbinding te maken, of er vanaf genomen om de verbinding te verbreken. De maat van deze onderdelen is vrijwel gestandaardiseerd. Jumpers worden ook soms shunts of ruitertjes genoemd.
- De jumperpinnen zijn de pinnen waar de jumpers over geschoven moeten worden zodat een bepaalde verbinding gemaakt kan worden. Ze staan meestal in groepjes van twee, maar het is ook mogelijk dat er drie pinnen op een rij staan, zodat men een verbinding van 1 en 2 óf van 2 en 3 kan maken.

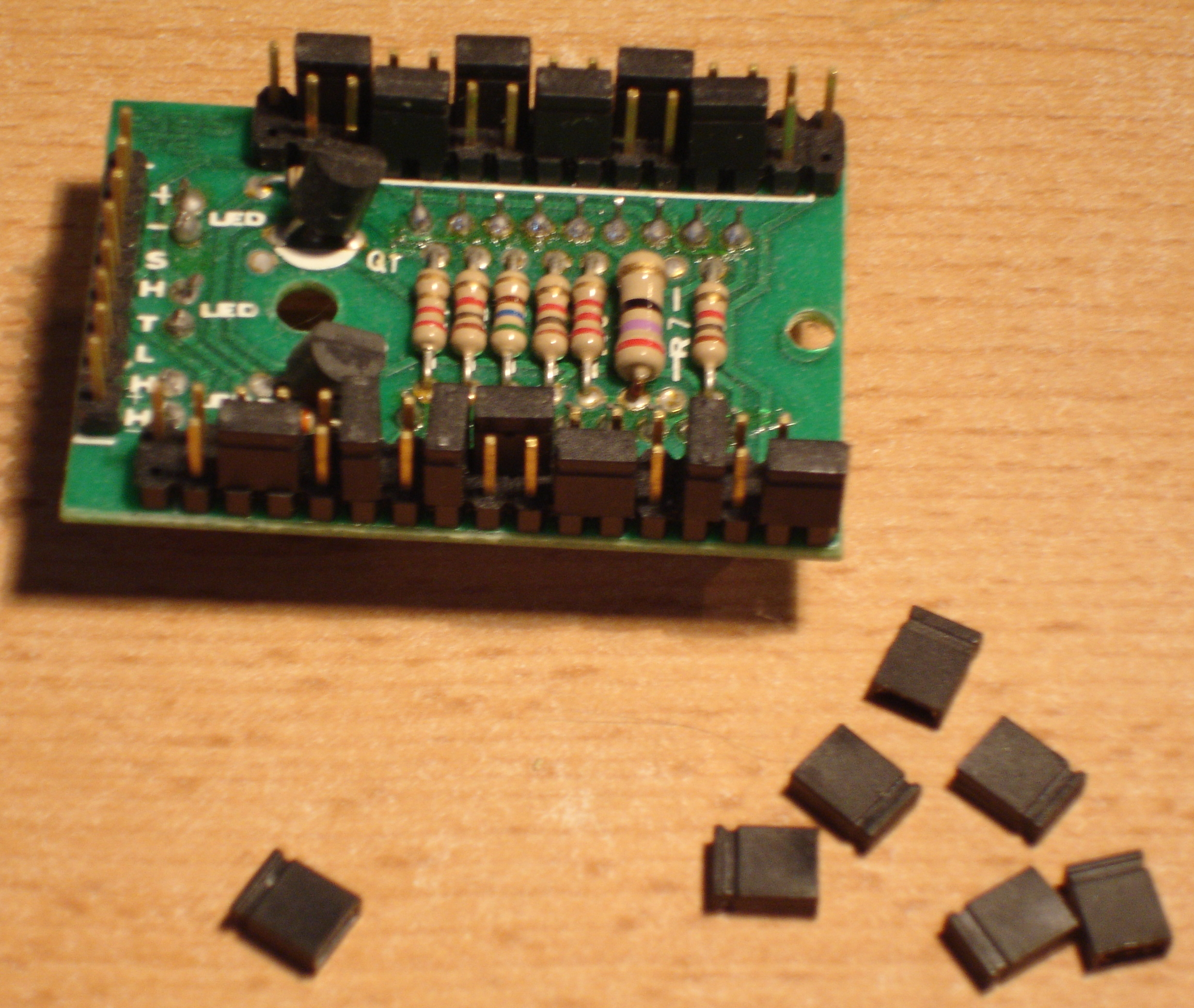
Printplaatje uit het voorpaneel van een computer, waarop een getal zichtbaar wordt. Met jumpers kan worden ingesteld welk getal dat is. Op de voorgrond liggen losse jumpers.

Naast jumpers bestaan er ook DIP-switches: dit zijn schakelaars die, naargelang het type, in twee of meerdere standen gezet kunnen worden. In tegenstelling tot jumpers zitten DIP-switches vast op de printplaat.

## Wat is een jumper?
Een jumper is een mechanische schakelaar waarvan de toestand (aan/uit) eenvoudig te wijzigen is met de hand. In essentie is het een open verbinding die gesloten kan worden door over de jumperpinnen een jumper te plaatsen zodat ze elektrisch verbonden zijn. De ontwikkelaar van de hardware laat zo toe dat gebruikers het gedrag van de hardware kunnen beïnvloeden door bepaalde combinaties van pinnen te openen of te sluiten. Als men de computer opstart, wordt er gecontroleerd welke circuits geopend of gesloten zijn. Meestal zien we jumpers op harde schijven en moederborden. Meestal staat op de hardware gedrukt hoe de jumpers ingesteld kunnen worden.
Het grootste voordeel van jumpers is dat ze eenvoudig zijn: als de jumpers juist ingesteld zijn, dan werkt de hardware naar behoren (What You See is What You Get). Het grootste nadeel van jumpers is dat er een fysieke actie nodig is van de gebruiker om ze te veranderen en dat is niet altijd eenvoudig. Verder zijn jumpers zeer klein en men kan ze dus gemakkelijk verliezen als er niet opgelet wordt. Wijzigingen moeten ook worden aangebracht als de computer uit staat. Deze nadelen is een van de redenen waarom men jaren geleden is begonnen met het ontwikkelen van ‘plug-and-play’-apparaten, waarbij alle instellingen door software geschieden.
Jumpers worden op vele verschillende manieren aangeduid. Op moederborden worden ze vaak genummerd (JP1, JP2, ...). Voor sommige toepassingen moeten jumpers in een groep volgens bepaalde instellingen gezet worden. Hoe dit gebeuren moet, staat in de documentatie van de hardware of op de hardware zelf.